# Willem van der Slik
Willem van der Slik (Heerlen, 25 oktober 1930 − Wassenaar, 4 september 2018) was een Nederlands buitengewoon hoogleraar klinische chemie en pathofysiologie.

## Biografie
Van der Slik promoveerde in 1975 te Leiden op Determination and diagnostic value of 5'-nucleotidase. Enkele jaren later werd hij directeur van het Centraal klinisch chemisch laboratorium van de Rijksuniversiteit Groningen, waar hij in 1981 werd benoemd tot buitengewoon hoogleraar klinische chemie en pathofysiologie. In maart 1983 aanvaardde hij dit ambt met de inaugurele rede De toepassing van automaten in het klinisch chemisch laboratorium. In 1995 ging hij met emeritaat en sprak zijn afscheidsrede uit onder de titel Het Academisch Ziekenhuis. Werkplaats voor wie? In dat laatste jaar werd hij tevens benoemd tot Officier in de Orde van Oranje-Nassau.
Prof. dr. W. van der Slik overleed in 2018 op 87-jarige leeftijd.